# Drew Ginn
Drew Cameron Ginn, OAM (* 20. November 1974 in Leongatha) ist ein australischer Ruderer und Radrennfahrer, der vor allem in der Bootsklasse Zweier ohne Steuermann, aber auch im Vierer mit Steuermann und Vierer ohne Steuermann erfolgreich ist. Er ist dreifacher Olympiasieger und fünffacher Weltmeister im Rudersport.

## Biografie
Ginn gewann bei den Olympischen Sommerspielen 1996 die Goldmedaille mit dem Vierer ohne Steuermann, zusammen mit Michael McKay, James Tomkins und Nicholas Green. 1997 wurde er im Achter Dritter der Weltmeisterschaft in Aiguebelette-le-Lac. In der gleichen Besetzung wie 1996 siegte der australische Vierer bei der Weltmeisterschaft 1998 in Köln, darüber hinaus wurde er im Zweier ohne Steuermann Zweiter zusammen mit Michael McKay.
Danach konzentrierten sich Ginn und Tomkins gemeinsam auf den Zweier ohne Steuermann und wurden 1999 Weltmeister in St. Catharines. Sie planten, 2000 in Sydney beim olympischen Rennen anzutreten, doch Ginn erlitt eine Rückenverletzung und musste zugunsten von Matthew Long auf den Start verzichten. 2002 nahm er das Rudertraining auf, bildete wieder eine Rudergemeinschaft mit Tomkins und wurde 2003 in Mailand erneut Weltmeister. Bei den Olympischen Sommerspielen 2004 in Athen folgte Ginns zweiter Olympiasieg.
Nachdem Tomkins zurück zum Achter gewechselt hatte, ruderte Ginn zusammen mit Duncan Free. 2006 auf dem Dorney Lake bei Eton und 2007 auf der Regattastrecke Oberschleißheim bei München gewannen sie zweimal in Folge den Weltmeistertitel. In Peking gewann Ginn bei den Olympischen Sommerspielen 2008 zusammen mit Free seine dritte Goldmedaille.
2009 wechselte Ginn zum Radsport und gewann auf Anhieb die Ozeanienmeisterschaften im Einzelzeitfahren. 2011 war Ginn wieder auf der Regattastrecke aktiv und gewann im Vierer WM-Bronze, 2012 in London folgte Olympiasilber.
Nach seiner vierten Teilnahme an der olympischen Ruderregatta im Jahr 2012 wurde Ginn Trainer beim australischen Ruderverband Rowing Australia. In den Jahren 2003 und 2007 wurde er jeweils gemeinsam mit seinem Zweierpartner vom Weltruderverband mit der Auszeichnung World Rowing Male Crew of the Year (Männer-Mannschaft des Jahres) geehrt. Die Thomas-Keller-Medaille als Anerkennung für seine außergewöhnliche Ruderkarriere erhielt er im Jahr 2014.